# Fontein Krugerplein
De Fontein Krugerplein is een artistiek kunstwerk in Amsterdam-Oost.
Bij een herinrichting van het Krugerplein rond de eeuwwisseling werd aan een tweetal kunstenaars gevraagd een kunstwerk voor de openbare ruimte te ontwerpen. Caro Bensca kwam met Lady Solid en Peer Veneman met de fontein. Het beeld van Bensca riep associaties op met een urinerende vrouw (er loopt water langs haar dijen) en dat zagen de buurtbewoners niet zitten. Het beeld werd deels afgeserveerd, want belandde een aantal jaren later aan de Amstelveenseweg. Het was uiteindelijk niet het artistieke dat de doorslag gaf, buurtbewoners vonden het "een lekkere plek om bij te mijmeren" of meer praktische redenen: iemand met een lekke band kon in het bassin kijken waar het lek zat.
De fontein bestaat uit een lichtgekleurd grof verweerd rotsblok. Daarop is een klassiek aandoende fontein met bassin geplaatst. Het beeldgedeelte is versierd met een groteske onafgewerkte figuratie van planten en dieren (varkens, slangen en hagedissen). De spuwer spuwt het water bovenaan met geringe kracht naar buiten; het water stroomt langs het beeld het bassin in; het bassin overstroomt permanent waardoor het water op het onderliggende rotsblok valt en sijpelt op de grond, die ter plekke van roosters is, waardoor het water afgevoerd dan wel hergebruikt wordt.